# Vancouver
|  | Aquest article tracta sobre la ciutat canadenca. Vegeu-ne altres significats a «Vancouver (desambiguació)». |

Vancouver és una ciutat canadenca localitzada al sud-oest de la província de la Colúmbia Britànica. Té una població de 603.502 (2011) habitants, i l'àrea metropolitana, coneguda com el Districte Regional del Gran Vancouver, és la més gran de l'oest del Canadà i la tercera més gran del país, amb més de 2 milions d'habitants. Vancouver ha estat la seu dels Jocs Olímpics d'Hivern el 2010.

Vancouver, Colúmbia Britànica, Canadà.

El capità espanyol José María Narváez va ser el primer europeu a explorar l'estret de Geòrgia el 1791, que divideix la part continental del Canadà (on avui es troba la ciutat de Vancouver) i l'illa de Vancouver. L'any següent, el capità britànic George Vancouver, es va unir a l'expedició espanyola que partia de Nootka Sound, a la costa sud de l'illa de Vancouver, i va explorar l'Estret de Geòrgia, i l'àrea on avui es troba la ciutat de Seattle. Una petita illa duu el nom de Catala Island en honor del missioner català Fra Magí Català.
El 1870 el govern colonial de la província va explorar la comunitat local coneguda com a Granville, localitzada a la costa. La ciutat va canviar de nom quan es va construir la terminal dels ferrocarrils, ja que el nom de l'illa de Vancouver, a l'altre costat de l'Estret, era reconegut a tot el Canadà.
Gràcies a la seva situació costanera i a la protecció que les Muntanyes Costaneres respecte a les influències continentals, Vancouver té els hiverns més càlids de totes les grans ciutats canadenques, amb una temperatura mitjana mínima de 3 graus Celsius, i moltes precipitacions, però amb poca neu.
Com la resta del Canadà, Vancouver mostra una gran varietat ètnica. El barri xinès, Chinatown, és el segon més gran d'Amèrica, després de San Francisco, i hi ha barris multiculturals com el Mercat Punjabi, el barri japonès, la Petita Itàlia, el barri grec i el barri coreà.
La ciutat va ser anomenada així en honor del capità George Vancouver, un explorador anglès. Forma part de l'àrea metropolitana del Districte Regional del Gran Vancouver, el qual, amb una població de 2.313.328 habitants (2011), constitueix l'àrea metropolitana més gran de l'oest canadenc i la tercera del país després de Toronto i Mont-real. La ciutat de Vancouver té 603.000 habitants.
Vancouver, en els últims anys, sempre ha estat considerada com una de les cinc ciutats amb millor qualitat de vida del món. El 2013, va obtenir el lloc 21è entre les ciutats en què és més car viure i va resultar ser la més cara d'Amèrica del Nord. També és una de les ciutats més segures del món, a causa de les seves baixíssimes taxes de criminalitat.
Va acollir l'Exposició Universal de 1986. Els Jocs Olímpics de Vancouver 2010 es van dur a terme a Vancouver i a la propera localitat de Whistler.

## Història
Existeixen restes arqueològiques que indiquen la presència de poblacions aborígens a l'àrea de l'actual Vancouver durant almenys 3.000 anys. Les restes de diversos assentaments que es troben al voltant de Vancouver, mostren l'existència de recol·lectors amb un complex sistema social.
La primera exploració europea de l'estret de Geòrgia, incloent un desembarcament a la regió de Sunshine Coast i l'entrada en aigües o fiord de Burrard Inlet (actual Vancouver) va ser pel comandant espanyol José María Narváez de la goleta Santa Saturnina en el marc de l'assentament a la zona encomanada al comandant del Departament de San Blas, el crioll espanyol nascut a Lima, Juan Francisco de la Bodega y Quadra pel nou Virrei del Perú el 1791 i un any més tard pel britànic George Vancouver, van suposar l'inici del canvi per a les vides dels habitants de les poblacions indígenes (als quals en l'actualitat els canadencs es refereixen com First Nations, 'primeres nacions'). L'explorador i comerciant de la Companyia del Nord-oest, Simon Fraser, i la seva tripulació van ser els primers europeus dels quals es té constància que visitessin el que en l'actualitat és la ciutat.
El 1808 van descendir pel riu Fraser, per ventura fins a Point Grey, a prop del que avui és la Universitat de Colúmbia Britànica. El primer assentament europeu es va establir el 1862 a McLeery's Farm a la vora del riu Fraser, a l'est de l'antic poblat de Musqueam, en el que és avui Marpole. Les llargues relacions de la ciutat amb la tala de fusta van començar quan el 1863 es va construir una serradora a Moodyville (avui North Vancouver). A aquesta serradora van seguir unes altres a la riba meridional de l'illot propietat del capità Edward Stamp. Stamp, que havia començat a talar a la zona de PortAlberni. Va intentar primer establir una serradora a Brockton Point, però els corrents marins i els esculls el van obligar a ressituar-la en un lloc a prop de Dunlevy Street, anomenat Hastings Mill.
L'assentament de Gastown va créixer ràpidament al voltant de la improvisada taverna establerta per "Gassy” Jack Deightonen 1867 en els límits dels terrenys de Hastings Mill. El 1870, el govern colonial va revisar l'assentament i va establir una població, anomenada “Granville,” en honor del llavors Secretari d'Estat per a les Colònies, GranvilleLeveson-Gower, segon Comte de Granville. Aquest lloc, amb el seu embarcador natural, es va triar com a estació final del ferrocarril del Pacífic (el Canadian Pacific Railway), per a desgràcia de Port Moody, New Westminster i Victoria, que havien lluitat per aconseguir-ho. La construcció del ferrocarril era una de les condicions prèvies perquè la Colúmbia Britànica s'unís a la Confederació el 1871. La ciutat de Vancouver va ser fundada el 6 d'abril de 1886, el mateix any de l'arribada del primer tren transcontinental.
Un incendi el 13 de juny d'aquest mateix any va destruir la major part de la ciutat, que va ser reconstruïda amb rapidesa. Gràcies a l'arribada del ferrocarril la població va augmentar dels 5.000 habitants de 1887 als 100.000 de 1900. Durant la primera dècada del segle xx la població de Vancouver es va triplicar. Paral·lelament, la indústria de la construcció va florir i va aparèixer l'especulació immobiliària, fet que va cridar l'atenció de Rudyard Kipling en la seva visita a la nova ciutat el 1887.
El 1890, els inicis d'un dels primers tramvies elèctrics del món afavoria el creixement al llarg del que en l'actualitat són les principals artèries de la ciutat. L'electricitat era generada pels rius i llacs propers (primer en el llac Buntzen Lake i poc després en el riu Stave River). Es van construir dues línies interurbanes entre Vancouver i New Westminster, una de les quals s'estenia al llarg de la vall del riu Fraser Valleyfins a Chilliwack. L'altra, pertanyent a la companyia Lulu Island Railway, anava pel corredor d'Arbutus a Richmond des d'una estació propera als carrers Granville i Drake.

## Geografia
Vancouver es troba al costat de l'estret de Geòrgia, que ho separa de l'illa de Vancouver. Es troba a la zona horària del Pacífic (UTC-8) i a l'Ecozona Marítima del Pacífic. La ciutat forma part de la península de Burrard i es troba entre l'entrant de Burrard (al nord) i el riu Fraser (al sud). Per a aquells que no coneguin la zona, pot resultar sorprenent que Vancouver no es trobi a l'illa de Vancouver. Tant l'illa com la ciutat (i la que té el mateix nom als Estats Units) porten el nom del capità de la Marina Reial britànica, George Vancouver, que va explorar la regió el 1792.
Vancouver té una àrea de 114,67 km², que inclouen terreny pla i pujols. Vancouver es troba envoltada d'aigua en una zona de clima humit, el més temperat del país. Encara que en registres històrics consta que hi havia uns cinquanta rierols a l'àrea, actualment només en queden quatre.

### Clima

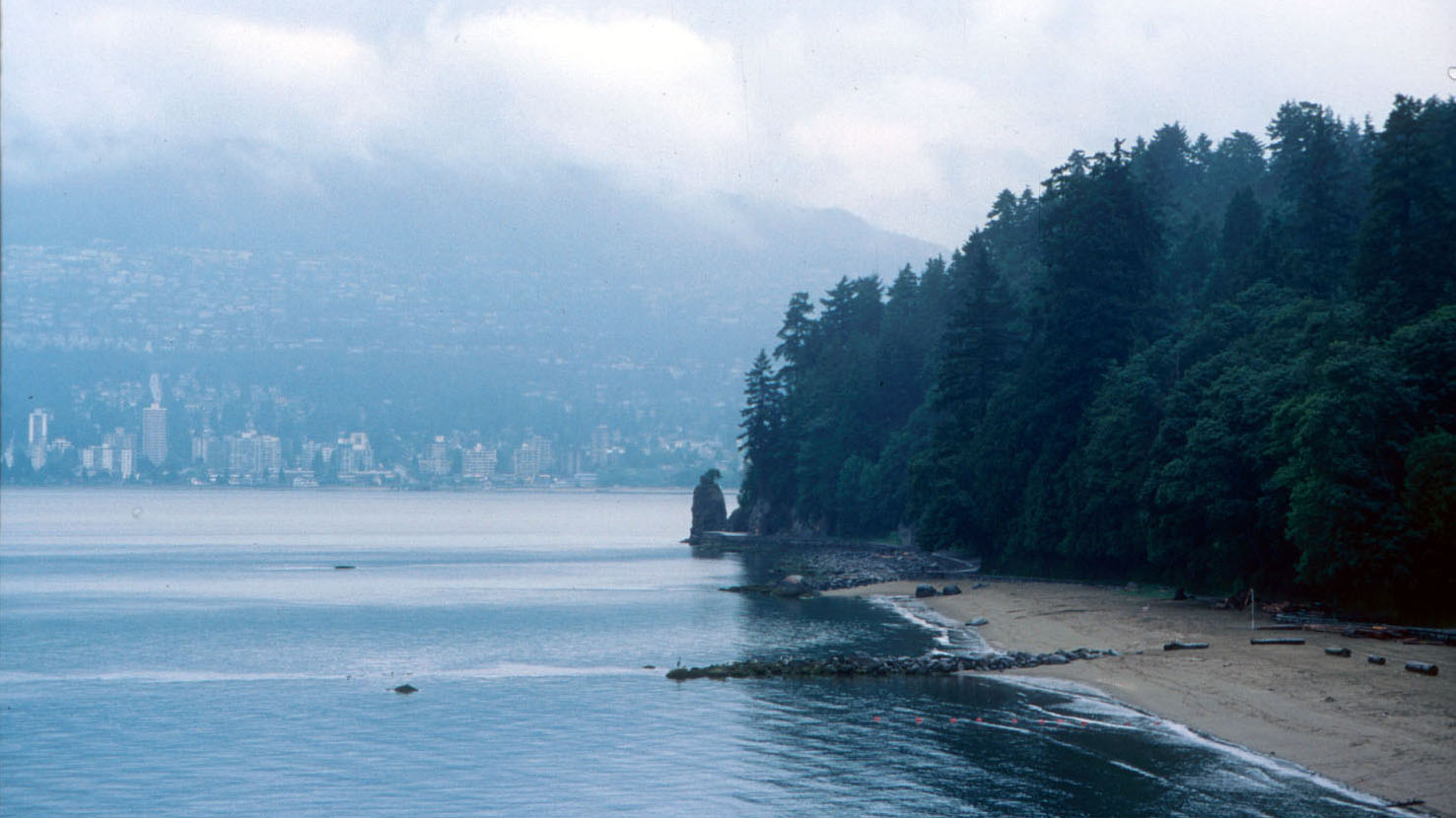
Vancouver en un dia plujós.

Vancouver és una de les ciutats més càlides del Canadà. La seva ubicació geogràfica, al costat de la costa de l'Oceà Pacífic, provoca que tingui un clima més benigne que la resta de les grans ciutats del país i més semblant al clima de la part Nord de la Costa Oest dels Estats Units. La ciutat té un clima temperat segons les normes canadenques i generalment es classifica com oceànic, que sota el sistema de classificació climàtica de Köppen seria Cfb. Els mesos d'estiu solen ser secs, en mitjana un de cada cinc dies rep precipitacions durant els mesos de juliol i agost. Per contra, les precipitacions caigudes durant els dies de novembre a març és gairebé la meitat.
Vancouver és també una de les ciutats canadenques més humides, no obstant això la precipitació varia al llarg de l'àrea metropolitana. La precipitació anual mesura en l'Aeroport Internacional de Vancouver a Richmond una mitjana de 1199 mm, comparats amb 1588 mm al centre de la ciutat i 2044 mm a NorthVancouver. Els mesos d'estiu són més secs i assolellats, amb temperatures moderades per les brises marines. La mitjana màxima diari és de 22 °C al juliol i agost, amb temperatures que rares vegades arriben a 30 °C.
La temperatura més alta registrada en l'aeroport va ser de 34,4 °C el 30 de juliol de 2009, i la més alta a la ciutat de Vancouver va ser de 35,0 °C el 31 de juliol de 1965, de nou el 8 d'agost de 1981, i finalment el 29 de maig de 1983.
En mitjana, la neu cau onze dies per any, amb tres dies rebent 6 cm o més. La mitjana anual és de 48,2 cm, però en general es fon en poc temps.
L'hivern en el Gran Vancouver és quart més suau de les ciutats canadenques, després Victoria, Nanaimo i Duncan, totes a l'illa de Vancouver.

## Demografia
Vancouver té 603.502 habitants provinents d'orígens ètnics molt diversos; la llengua materna de la meitat dels seus residents és l'anglès, però el xinès i el cantonès són comuns a la ciutat.
Com la resta del Canadà, Vancouver mostra una gran varietat ètnica. El barri xinès, Chinatown, és el segon més gran d'Amèrica, després de San Francisco, i hi ha barris multiculturals com el Mercat Punjabi, el barri japonès, la Petita Itàlia, el barri grec i el barri coreà.
| Any  | Població |
| ---- | -------- |
| 1891 | 13.709   |
| 1901 | 26.133   |
| 1911 | 100.401  |
| 1921 | 117.217  |
| 1931 | 246.593  |
| 1941 | 275.353  |
| 1951 | 344.833  |
| 1956 | 365.844  |
| 1961 | 384.522  |
| 1966 | 410.375  |
| 1971 | 426.256  |
| 1976 | 410.188  |
| 1981 | 414.281  |
| 1986 | 431.147  |
| 1991 | 471.644  |
| 1996 | 514.008  |
| 2001 | 545.671  |
| 2006 | 578.041  |
| 2011 | 603.502  |

## Ciutats agermanades
- Odessa, Ucraïna (1944)
- Yokohama, Japó (1965)
- Edimburg, Regne Unit (1978)
- Canton, Xina (1985)
- Los Angeles, Estats Units (1986)

## Galeria d'imatges

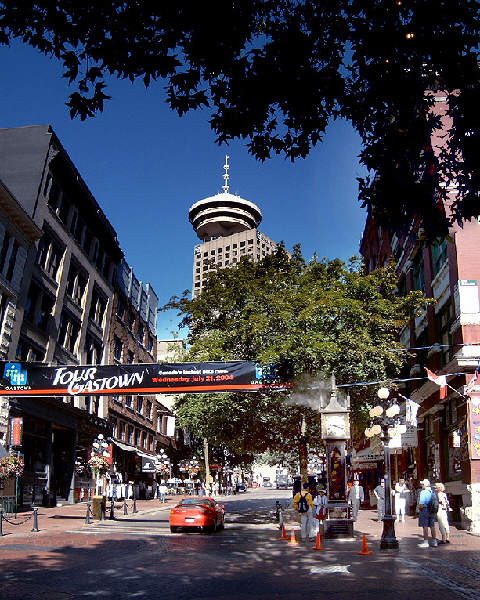
Centre de Vancouver, Gastown